# Перевозченко, Николай Иванович
Николай Иванович Перевозченко (1920—2002) — участник Великой Отечественной войны, командир взвода управления 136-го гвардейского артиллерийского полка 96-й стрелковой дивизии, лейтенант. Герой Советского Союза.

## Биография
Родился 3 мая 1920 года в селе Макашевка (по другим данным в селе Байчурово) ныне Борисоглебского городского округа Воронежской области в семье крестьянина. Украинец.
Окончил 8 классов. Работал в колхозе, затем старшим экономистом хлопкового завода в городе Нижний Ургенч.
В 1939 году был призван в ряды Красной Армии. Участник Великой Отечественной войны с июня 1941 года. Окончил артиллерийские курсы младших лейтенантов в 1942. Член КПСС с 1942 года.
Начало Великой Отечественной войны встретил на западной границе, в первых боях был контужен и ранен. В артиллерийский полк 96-й стрелковой дивизии лейтенант Перевозченко попал 5 августа 1942 года. Был назначен командиром взвода управления. 6 февраля 1943 года дивизия была преобразована в 68-ю гвардейскую, а многие воины, в том числе и Перевозченко, награждаются орденами и медалями.
Дважды попадал Перевозченко во вражеский плен, дважды бежал из него. 25 сентября 1943 года гвардии лейтенант Перевозченко со своим взводом разведки и отделением связи первым в 136-м гвардейском артиллерийском полку форсировал Днепр на подручных средствах. Несмотря на непрекращающийся пулемётный, миномётный и артиллерийский огонь противника, взвод достиг правого берега Днепра и обеспечил связь с батареей. Так как командир батареи не прибыл на наблюдательный пункт, Перевозченко взял инициативу в свои руки, открыл огонь по огневым точкам противника, подавил их, и наши стрелковые подразделения стали успешно продвигаться вперёд. За мужество, героизм и отвагу, проявленные в боях на Днепре, Николай Перевозченко 11 октября 1943 года был представлен к званию Героя Советского Союза.
После демобилизации Николай Иванович продолжал службу в армии. Учился в вечерней средней школе, окончил курс усовершенствования работников милиции при Рижской школе, а затем получил диплом Высшей школы МООП РСФСР. Служил в войсках МВД. До увольнения в запас подполковник милиции Н. И. Перевозченко был начальником курса Рижской специальной средней школы милиции.
С 1970 года подполковник Перевозченко — в запасе. Работал инженером на заводе ВЭФ в Риге, более 20 лет возглавлял комитет гражданской обороны завода, избирался секретарём партийной организации.
Умер и похоронен в Латвии.

## Награды и звания
- Звание Героя Советского Союза присвоено 13 ноября 1943 года.
- Награждён орденами Ленина, Отечественной войны 1-й степени и Красного Знамени, медалями.

## Память
Н. И. Перевозчиков поддерживал связь с боевыми товарищами, ездил в Ташкент на встречу с ними. Приезжал в город Сальск, где жили его родственники. В период осложнения жизни русских в Прибалтике хотел переехать сюда на постоянное место жительства, но отговорила супруга. В 1991 году, в один из приездов на сальскую землю, встречался с Героем Советского Союза Николаем Ивановичем Филоненко.